# Myopsyche fulvibasalis
Myopsyche fulvibasalis är en fjärilsart som beskrevs av George Francis Hampson. Myopsyche fulvibasalis ingår i släktet Myopsyche och familjen björnspinnare. Inga underarter finns listade i Catalogue of Life.